# Chitré (huyện)
Huyện Chitré là một huyện (distrito) thuộc tỉnh Herrera ở Panama. Theo điều tra dân số năm 2000, huyện này có dân số 42467 người. Huyện Chitré có diện tích 91 km². Huyện lỵ đóng tại Chitré.